# Sportello unico per l'edilizia
Lo sportello unico per l'edilizia (acronimo: S.U.E.) è un servizio previsto nell'ordinamento giuridico italiano, disciplinato dal testo unico dell'edilizia ed erogato dai comuni italiani.
Il decreto legge 13 maggio 2011 n. 70 - convertito in legge 12 luglio 2011 n. 106 - ha stabilito che i Comuni che non si sono dotati di tale struttura possono essere commissariati.

## Funzione
Lo sportello è rivolto a tutti i cittadini che nell'ambito del territorio comunale hanno intenzione di realizzare un intervento edilizio e ha tutte le funzioni che sono esplicitamente richiamate dal DPR 6 giugno 2001 n. 380.

## Competenze
Esso è stato istituito con l'intento del legislatore di creare un unico canale di interfaccia tra amministrazione pubblica e cittadino, nel caso di intervento edilizio, non dovendo occuparsi quest'ultimo di dovere presentare varie istanze in vari uffici competenti per territorio o per determinati aspetti (ad. es. paesaggistico-ambientali).
In particolare, il S.U.E. riceve le istanze a firma del committente proprietario o avente diritto sull'immobile e rilascia il provvedimento conseguente ove previsto; ove occorra, sulla scorta della documentazione presentata dal privato interroga le altre amministrazioni tenute a pronunciarsi in ordine all'intervento edilizio, ad esempio, per pareri e autorizzazioni.